# Lek Pervizi
Lek Pervizi (Skuraj, 4 marzo 1929) è un pittore, scrittore e poeta albanese.
Nato a Skuraj, Albania il 4 marzo 1929, in una famiglia cattolica nobile e importante, segue gli studi in Italia, Roma, fino al giugno 1943. Rientrato in Albania subisce la persecuzione della dittatura comunista. Ex prigioniero politico, sconta 40 anni tra prigioni e campi d'internamento. Nella libertà ritrovata in Belgio nel 1990, si dedica alla sua attività artistica e letteraria. Fonda e pubblica nell'ottobre 1993 la rivista albanese "Kuq e Zi" (Rosso e Nero). Pubblica le poesie create in prigionia e scrive le sue memorie. Traduce opere riguardanti la storia dell'Albania. Il 6 marzo 2012, la scuola del villaggio di Pluk (Lushnje) prende il suo nome: "Shkolla 9 vjeçare Lek Pervizi Pluk", villaggio-campo dove egli aveva vissuto e lavorato 32 anni come internato.
L'opera sua più importante è la pubblicazione dei disegni del famigerato campo di deportazione Tepelena, che riesce a salvare, che scuotono l'opinione pubblica e il governo, che non si sapeva niente di quel campo di sterminio, definito l'Auschwitz d'Albania. Per cui egli viene riconosciuto come, Il pittore dei campi della morte.

## Biografia
Minore di tre fratelli, trascorre i primi anni di vita in Italia, a Torino e Firenze. Segue gli studi in Italia, a Roma nell'Istituto (collegio) Santa Maria, viale Manzoni 5,
Rivista Marianista "Fides et Labor", Roma, 1939. distinguendosi per la sua inclinazione alla pittura e alla poesia. Con la capitolazione dell'Italia, 8 settembre 1943, non può proseguire gli studi in Italia. L'Albania che sperava d'acquistare la sua libertà ed indipendenza, si trova sotto la dittatura comunista. La sua famiglia subisce una persecuzione efferata. Case di campagna bruciate, beni predati e proprietà confiscate. Scacciati dalla loro casa di Tirana, che viene data in proprietà ad alcune famiglie di partigiani comunisti. Lui e la famiglia, nonna, mamma e un fratello (l'altro era in prigione), devono nascondersi nelle montagne, per sfuggire al terrore sanguinario che le orde comuniste seminano nel paese. Dopo otto mesi di latitanza, la famiglia trova modo di costituirsi tramite un amico di famiglia, diventato influente nel nuovo regime nel maggio 1945. Ma la famiglia, nonna e mamma, viene internata e i suoi due fratelli maggiori messi in prigione. Lek rimane l'unico della famiglia che si salva e può restare a Tirana sotto la protezione di alcuni amici che erano legati al regime comunista. Questi lo prendono come commesso nella loro libreria a Tirana. Nel frattempo suo padre, ilgenerale Prenk Pervizi, riesce passare in Grecia, nel settembre 1946.. Considerato come uno dei principali nemici del regime, per cui i suoi famigliari restarono rinchiusi nelle prigioni e campi di concentramento per tutta la durata della dittatura dal 1944 al 1990, ben 46 anni.. (Pjeter Hidri:" Gjenerali Prenk Pervizi", Toena, Tirana, 2002) Destino riservato ad altrettante famiglie dello stesso rango. In questa situazione, Lek cerca di proseguire gli studi, ma non viene ammesso in nessuna scuola per la malfamata "lotta di classe" che separava gli albanesi in buoni e cattivi, in amici e nemici del sistema. Un cambio di rotta avvenne quando l'Albania ruppe le relazioni con la Jugoslavia e passò sotto la protezione dell'Unione Sovietica. Il regime comunista che aveva fatto strage degli intellettuali, del clero cattolico e di tanta gente perbene, addebita questi misfatti agli jugoslavi e apre uno spiraglio agli sventurati figli degli avversari qualificati come reazionari e declassati, che vengono ammessi nelle scuole. Così Lek ne approfitta e partecipa al concorso di pittura e viene ammesso al liceo artistico "Jordan Misja" di Tirana(1948-1950). In breve tempo si afferma per il suo talento alla barba della direzione e dell'organizzazione della gioventù comunista del liceo, composta piuttosto di convittori provenienti da famiglie comuniste. Intanto in un concorso di poesia organizzato dal professore di lettere e poeta Nexhat Hakiu, Lek compone due poemi rapsodici con motivi leggendari, manoscritti, per cui diviene il poeta del giorno e la sua fama si diffonde tra la gioventù studentesca. Le cose sembrano prendere una buona piega per lui, ma il primo maggio 1950 viene arrestato e rinchiuso insieme a suo fratello Valentino, ed altri 200 disgraziati nella fortezza-prigione di Porto Palermo. Qui comincia a comporre mentalmente le sue poesie di prigionia.. Ha così inizio il lungo calvario che lui e i suoi dovettero subire insieme a tante altre vittime innocenti sotto il disumano regime totalitario che governava il paese. (Lek Pervizi,: "Gjurrme te Humbura", poezi, Arberia, Tirane, 2002).

## Prigioni e campi d'internamento

### Prigione di Porto-Palermo
La prima esperienza di prigionia fu l'internamento nella fortezza di Porto Palermo, insieme a suo fratello maggiore Valentino e a 200 altri disgraziati, provenienti da diverse regioni del paese. Si dormiva sulla pietra nuda, in vani oscuri e umidi e le condizioni erano più che pessime. Un mestolo di brodaglia al giorno, una razione di pane mal cotto che sembrava una poltiglia. Presto metà dei detenuti, calata la sera, diventavano ciechi e bisognava condurli per mano. L'indebolimento era generale e la prospettiva sembrava funesta con l'avvicinarsi dell'inverno. Improvvisamente vennero trasferiti nel famigerato campo di Tepelena. Infatti nella baia era stato avvistato un sommergibile straniero e nello stesso tempo era stato catturato nei pressi un barcone italiano, per cui il governo sospettò di un possibile tentativo di prelevare i prigionieri. Questa era per Lek la prima esperienza di prigionia e di questo periodo Lek poté serbare nella mente alcune impressioni poetiche.
(Lek Pervizi: "Il grande lamento", Lampi di Stampa, Milano, 2006).

### Campo di Tepelena
Nel campo di Tepelena, creato nel 1948 erano rinchiuse intere famiglie, vecchi, donne e bambini, assiepati in quattro immense caserme dell'esercito italiano. Erano provviste di catafalchi di legno che servivano per dormire. Il governo non dava niente, né coperte né vestiti: c'era gente che dormiva sulle tavole nude. Qui, i due fratelli si riunirono alla loro madre, la signora Prena (Anna), internata fin dal 1945 con la nonna Maria, la quale era morta proprio in questo campo, nonagenaria nel 1950. In questo campo, nell'estate 1949, si diffuse una specie di epidemia colerica che fece strage di vecchi e bambini. Terribile fu la morte di 33 bimbi in una notte sola. (Lek Pervizi, Album, "Ne Rrathet e Ferrit", ISKK - Fondacioni Konrand Adenauer, Tirana, 2013). Vi erano infatti molti giovani madri con bambini, i cui mariti si erano dati alla macchia o erano fuggiti all'estero. I dintorni si coprirono di tombe. Sopra il campo passava la strada nazionale. Un giorno vi passa anche lo stesso dittatore e vedendo tante tombe ne chiese la ragione: messo al corrente, dà ordine che fossero fatte sparire. Il comando del campo, ordina il trasferimento delle tombe in una gola montana dove passava un grande torrente (Bence), ma la maggior parte rimase lì. Allora con un dei bulldozer e trattori vengono distrutte tutte le tombe e in seguito il terreno viene arato e seminato di segala per fare sparire ogni traccia. Così centinaia di tombe degli internati morti sparirono nel nulla. Nel campo di Tepelena era praticato il lavoro forzato. Tutti quelli che venivano considerati idonei dai 15 ai 60 anni dovevano sottostare a tale lavoro. Il lavoro consisteva nel trasporto di legname, lastre di pietra e altre materiale pesante, come bestie da soma, per chilometri di sentieri impervi di montagna, da mattina a sera, tutti i giorni, salvo la domenica. Uomini e donne. Malnutriti e malvestiti. Lek si salva da questa tortura poiché le sue mani si coprono di strane piaghe sanguinanti e passa in uno stato di degradazione fisica. Per come il regime comunista trattava gli internati, il campo di Tepelena sembrava destinato a diventare la loro tomba, ma avvenne qualcosa d'imprevisto. (Keze Zylo: "Plaget e internimit ne ferrin komunist", New York, 2008). Le Nazioni Unite chiedono spiegazioni all'Unione Sovietica, che rappresentava l'Albania, di questo campo di Tepelena dove erano rinchiuse, tra le altre, le grandi famiglie albanesi, i cui nomi furono pronunciati in piena assemblea generale. Così il campo di Tepelna fu soppresso e tutti gl'internati furono trasferiti nella regione di Lushnje, dove furono costretti a lavorare nei campi agricoli e nelle costruzioni.. Questo metodo fu mantenuto per tutta la durata della dittatura e furono creati altri campi d'internamento minori nelle regioni rispettive. Nel distretto di Lushnje c'erano più di venti campi d'internamento. Nella sola ferma agricola statale detta 29 Nentori (Novembre), c'erano 13 settori-campi dove gli internati abitavano e lavoravano, però dovevano presentarsi due volte al giorno, mattina e sera, all'appello d'un sergente di polizia. Questo per tutta la durata dei campi d'internamento dal 1945 al 1990. In quelle situazioni di campi di deportazione, Lek Pervizi, rinchiuso nel terribile campo di Tepelena, riesce fare dei disegni, che riportano il miserabile trattamento dei condannati, intere famiglie, vecchi donne e bambini che turbano l'opinione pubblica e lo stesso governo, per cui si decide di trasformare il campo in un museo delle vittime innocenti in prevalenza bambini e vecchi, di cui non esiste traccia di tombe, fatte sparire dal regime comunista. Per cui Lek Pervizi viene definito il pittore dei campi della morte. Lek Pervizi, "Ne rrathet e ferrit", Album, ISKK, Tirana, 2014.

### Campo di Kuç de Vlore
Quando sembrava che il regime avrebbe trattato un po' meglio gli internati, ecco che Lek e suo fratello Valentino, insieme a un'altra ventina d'internati, vengono arrestati e rinchiusi in un recinto di fili spinati adiacente al campo dei prigionieri politici di Shtyllaz, dove lavoravano migliaia di prigionieri. Qui furono messi anche loro al lavoro forzato di scavare a forza di braccia un grande canale. Lek e gli altri internati erano rinchiusi in un reticolato a parte, un centinaio, più della metà oltre i 60 anni, ex alti funzionari della Monarchia, intellettuali e professori, ministri e militari, ecc. (Muzeu Kombetar Tirane: Album i Krimeve te Komunizmit, 2013).Non passò un mese e i prigionieri politici furono trasferiti altrove. Invece gli internati furono trasferiti e isolati nel villaggio di Kuç di Vlora, tra le montagne di Kurvelesh, lontano da ogni circolazione. Insieme al campo di Shtyllaz di Fieri questo gruppo di condannati resta 5 anni in condizione d'isolamento totale. 
Nel giugno 1958 anche questo campo viene chiuso, causa: il miglioramento delle relazioni tra sovietici e americani (Hrushov e Aisenhauer. Trasferiti nel campo di Gradishte di Lushnje e messi al lavoro dei campi agricoli. Lek viene trasferito nel campo di Pluk a disposizione della ferma 29 novembre. Qui lui si sposa con una ragazza internata, Gjuliana detta Beba, e hanno tre figli. Qui dovette stare ben 32 anni dal 1958 al 1990, quando riesce a passare in Belgio insieme ai suoi. 

## Post dittatura
Dopo 22 anni di residenza in Belgio, il 6 marzo 2012, ormai ottantatreenne, viene invitato a prendere parte alla cerimonia d'attribuzione del suo nome alla scuola del villaggio di Pluk dove aveva vissuto e lavorato 32 anni come internato. (Vilhelme V. Haxhiraj:Shkolla 9 vjeçra Pluk, Mars 2012)Gli abitanti del villaggio avevano approvato all'unanimità il suo nome. Un nobile gesto degli abitanti del villaggio di Pluk e del Comune di Golem, da cui dipendeva, che lo premiava moralmente per le sue sofferenze e le sue doti intellettuali. Ed anche per la sua attività artistica-letteraria in Belgio, dedicata alla storia e alla cultura dell'Albania, sua Patria.).Riconosciuto pittore dei campi della morte, poiché aveva salvato alcuni disegni fatti durante la prigionia, che fecero grande scalpore, in quanto nulla si sapeva come era il famigerato campo di deportazione di Tepelena, di cui erano rimaste solo delle rovine .(Album: "Lek Pervizi Piktori i Kampeve", Kuq e Zi, Bruxelles, 2013).

## Pubblicazioni
- Lek Pervizi, repertorio albanese/raccolta di scritti, Bruxelles, Dorian, 1994.
- 1. Lek Pervizi, Ankimi i Zanave:poesie, Lezha, Gjergj Fista, 2000.
- 2. Lek Pervizi, Gjurme te Humbura, Tirana, Arberia.
- 3. Lek Pervizi, Complainte de Nymphes: poesie in francese, Parigi, Thélès, 2005.
- 4. Lek Pervizi, Il grande lamento:poesie, Milano, Lampi di Stampa, 2006.
- 5. Lek Pervizi, Petalo di rosa: poesie albanese-italiano, Milano, Lampi di Stampa, 2010.
- 6. Lek Pervizi, Pétale de Rose:poesie albanese-francese, Parigi, L'Harmattan, 2010.
- 7. Lek Pervizi, lahutari shqiptar:poesie, New York, Lulu, 2011.
- 8. Lek Pervizi, Psheretima e eres: poesie, New York, Lulu, 2011.
- 9.Lek Pervizi: Kuq e Zi, reviste kulturore, Bruksel, 1993-2012.
- 10.Ne Vorvullen e Sketerres", Bruxelles, 2013.
- 11.Muzeu Kombetar Tirane: Album i Krimeve te Komunizmit, 2013.
- 12.Lek Pervizi Piktori i Kampeve, Album, 2013.

## Traduzioni
- Dall'italiano volgare del 1500 in albanese
- Dhimiter Frangu, Veprat e Shquara te Skenderbeut, Tirana, Arberia, 2005.
- Paolo Jovio, Skenderbeg-Sulltanet e Turkise, New York, Lulu, 2012.
- Dal francese:
- Eduard Schneider, Pellazget e pasardhesi e tyre, Tirana, IHPVKA, 2008.